# Matt Harrison
Matthew Reid Harrison (né le 16 septembre 1985 à Durham, Caroline du Nord, États-Unis) est un ancien lanceur gaucher de baseball.
Il évolue dans la Ligue majeure de baseball de 2008 à 2015 pour les Rangers du Texas.

## Biographie

### Rangers du Texas
Matt Harrison est repêché en juin 2003 par les Braves d'Atlanta au troisième tour de sélection. Encore joueur de Ligues mineures, il est transféré chez les Rangers du Texas le 30 juillet 2007 à l'occasion d'un échange important. Les Braves d'Atlanta l'incluent avec le joueur d'arrêt-court Elvis Andrus, le lanceur droitier Neftali Feliz, le receveur Jarrod Saltalamacchia et le lanceur gaucher Beau Jones dans un groupe de cinq joueurs envoyés au Texas en retour du premier but étoile Mark Teixeira et du lanceur gaucher Ron Mahay.
Harrison débute en Ligue majeure le 8 juillet 2008 et enregistre sa première victoire. Le 12 septembre, il signe son premier blanchissage. 
Après l'entraînement de printemps 2009, il devient le troisième[réf. nécessaire] lanceur partant dans la rotation des Rangers.

#### Saison 2010
En 2010, il est lanceur partant à ses six premiers matchs de la saison. Mais sa moyenne de points mérités est à 5,29 avec 20 points mérités accordés en 34 manches lancées. Il est alors envoyé en relève après son départ du 6 mai et y demeure pour le reste de la saison. Il complète l'année avec une moyenne de 4,71 après 31 sorties comme releveur. Il est laissé de côté pour la durée des séries éliminatoires.

#### Saison 2011
Harrison réintègre la rotation de lanceurs partants en 2011 et connaît une bonne saison avec 14 victoires et une moyenne de points mérités de 3,39 en 185 manches et deux tiers au monticule. Cette fois, on n'hésite pas à lui confier la balle en matchs d'après-saison mais les succès ne sont pas au rendez-vous. Après avoir enregistré une victoire au premier tour éliminatoire dans la Série de divisions qui oppose les Rangers et les Rays de Tampa Bay, il commence un match contre Detroit en Série de championnat, sans être impliqué dans une décision. À ses débuts en Série mondiale le 22 octobre dans le 3e match opposant Texas et les Cardinals de Saint-Louis, Harrison est malmené et chassé de la partie en quatrième manche après avoir accordé 5 points, dont 2 non mérités. Lanceur perdant de cette partie, il subit une deuxième défaite dans un moment crucial : le 7e et dernier match de la Série mondiale 2011, où il donne trois points mérités, cinq coups sûrs dont un circuit et deux buts-sur-balles en quatre manches.

#### Saison 2012
Avec une moyenne de points mérités de 1,29 et 5 victoires en juin 2012, Harrison est nommé lanceur du mois dans la Ligue américaine. Il reçoit peu après une invitation, sa première, au match des étoiles. À la fin de la campagne, il termine 8e du vote désignant le vainqueur du trophée Cy Young, remis au meilleur lanceur de la Ligue américaine. En 32 départs en 2012, Harrison maintient une moyenne de points mérités de 3,29 en 213 manches et un tiers lancées. Les 18 victoires remportées cette saison-là (contre 11 défaites) représentent le plus grand nombre par un lanceur des Rangers depuis Rick Helling (20) et Aaron Sele (19) en 1998. Il réussit 4 matchs complets dont deux blanchissages et atteint un nouveau record personnel de 133 retraits sur des prises.
Mais la charge de travail abattue par Harrison en 2012 semble avoir de lourdes conséquences sur la suite de sa carrière. En 2013 et 2014, il subit trois opérations au dos et ne joue que deux parties des Rangers la première de ces deux saisons, puis quatre matchs dans la suivante.
Le 30 juillet 2015, Harrison est avec 5 joueurs des ligues mineures (les lanceurs droitiers Alec Asher, Jerad Eickhoff et Jake Thompson, le voltigeur Nick Williams et le receveur Jorge Alfaro) transféré aux Phillies de Philadelphie dans l'échange qui permet aux Rangers du Texas d'acquérir les lanceurs gauchers Cole Hamels et Jake Diekman. Harrison ne joue pas un seul match pour les Phillies ; son dernier dans le baseball majeur est le 27 juillet 2015 pour les Rangers.
Matt Harrison a disputé 135 parties sur 8 saisons dans les majeures, dont 103 comme lanceur partant. Il compte 50 victoires contre 35 défaites, avec 7 matchs complets dont 4 blanchissages, 408 retraits sur des prises et deux sauvetages réussis comme releveur. En 668 manches et un tiers lancées au total, sa moyenne de points mérités en saison régulière s'élève à 4,21.

#### Blessures et déclin
En 2013, la carrière de Harrison s'est retrouvée au bord d'un sérieux déclin en raison d'une multitude de blessures au dos. Le 10 avril 2013, Harrison a été placé sur la réserve des blessés pendant 15 jours en raison d'une raideur au dos. Seulement dix jours plus tard, il a subi une opération du dos pour une hernie discale. Le 2 mai 2013, il a subi une autre opération au dos et n'a pas joué le reste de l'année.
Après avoir effectué seulement quatre départs en 2014, Harrison a subi une opération de fusion vertébrale dans le dos, ce qui a mis fin à sa saison et pourrait menacer sa carrière.
Harrison a commencé la saison 2015 sur la réserve des blessés pendant 60 jours afin de poursuivre sa récupération et sa rééducation après une opération de fusion vertébrale. Il a pu revenir après la pause des étoiles, mais n'a fait que trois départs jusqu'à ce que d'autres maux de dos rechutent et mettent fin à son année.

### Phillies de Philadelphie
Le 31 juillet 2015, Harrison a été échangé aux Phillies de Philadelphie avec Nick Williams, Jorge Alfaro, Jake Thompson, Alec Asher et Jerad Eickhoff en échange de Cole Hamels et Jake Diekman. Les Phillies ont libéré Harrison le 15 novembre 2016 après avoir échoué à faire une seule apparition avec l'équipe. Peu de temps après, Harrison a pris sa retraite du baseball en raison de blessures récurrentes au dos.

## Statistiques
| Saison | Équipe | G  | GS | CG | SHO | V  | D  | SV | IP    | SO  | ERA  |
| ------ | ------ | -- | -- | -- | --- | -- | -- | -- | ----- | --- | ---- |
| 2008   | Texas  | 15 | 15 | 1  | 1   | 9  | 3  | 0  | 83.2  | 42  | 5,49 |
| 2009   | Texas  | 11 | 11 | 2  | 1   | 4  | 5  | 0  | 63.1  | 34  | 6,11 |
| 2010   | Texas  | 37 | 6  | 0  | 0   | 3  | 2  | 2  | 78.1  | 46  | 4,71 |
| Totaux | Totaux | 63 | 32 | 3  | 2   | 16 | 10 | 2  | 225.1 | 122 | 5,39 |

Note : G = Matches joués ; GS = Matches comme lanceur partant ; CG = Matches complets ; SHO = Blanchissages ; 
V = Victoires ; D = Défaites ; SV = Sauvetages ; IP = Manches lancées ; SO = Retraits sur des prises ; ERA = Moyenne de points mérités.